# Heteronychus brittoni
Heteronychus brittoni är en skalbaggsart som beskrevs av Ferreira 1965. Heteronychus brittoni ingår i släktet Heteronychus och familjen Dynastidae. Inga underarter finns listade i Catalogue of Life.